# Idiocerus bipustulatus
Idiocerus bipustulatus är en insektsart som beskrevs av Mitjaev 1967. Idiocerus bipustulatus ingår i släktet Idiocerus och familjen dvärgstritar. Inga underarter finns listade i Catalogue of Life.